# Ali Gatie

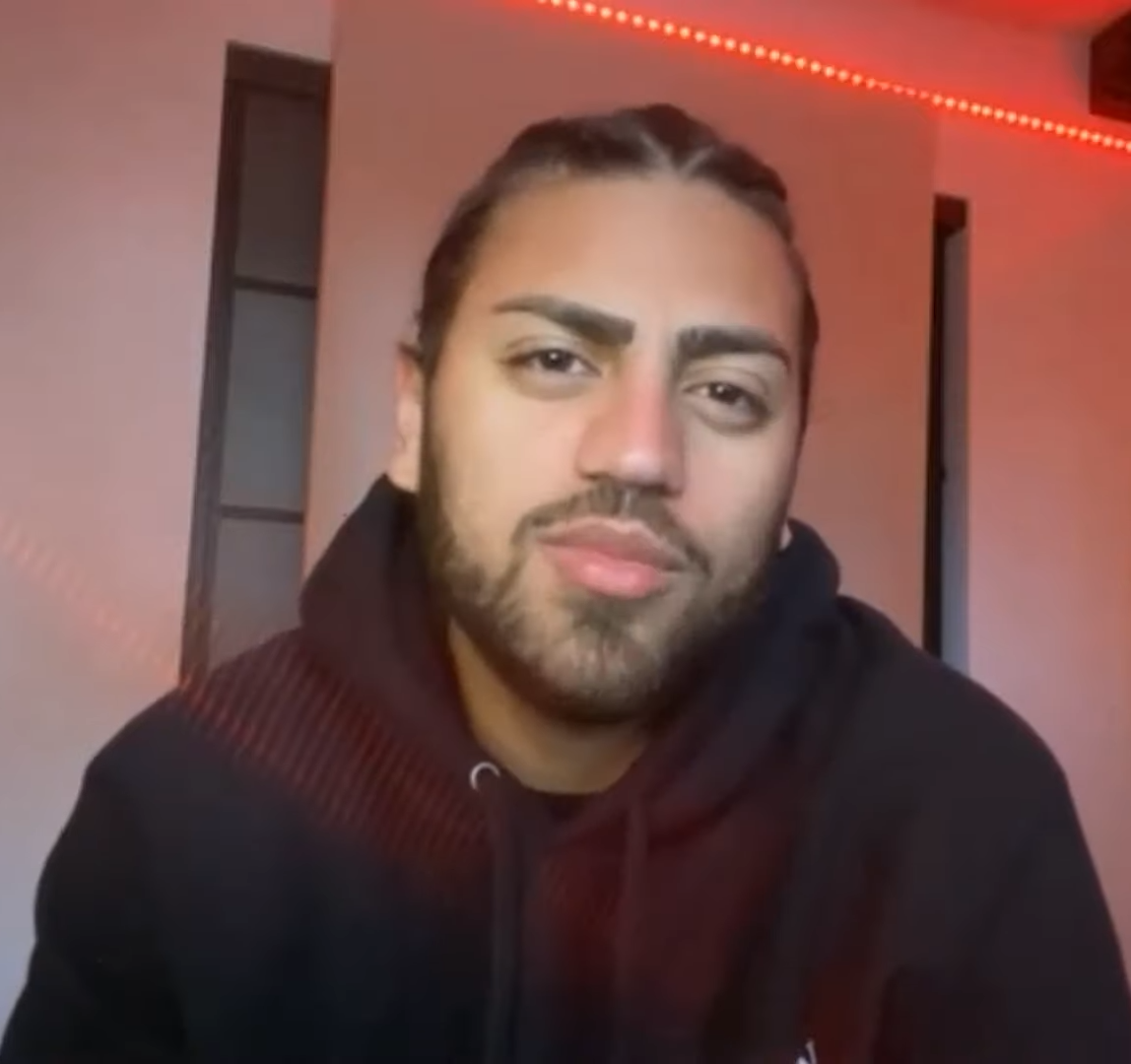
Ali Gatie (2021)

Ali Gatie (* 31. Mai 1997 in Jemen) ist ein kanadischer Singer-Songwriter und Rapper.

## Leben
Ali Gatie wurde in Jemen als Sohn irakischer Eltern geboren. Zunächst wuchs er in Dubai auf, bis seine Eltern nach Mississauga, einem Vorort von Toronto zogen.
Bereits in jungen Jahren von Musik begeistert, begann er mit 20 seine ersten Songs online zu posten. Dabei arbeitete unter anderem mit den Beat-Produzenten Shumxi und Phantum zusammen. 2017 nahm er an einem Wettbewerb RhymeStars der Website BeatStars teil, bei der Joe Budden seine Songs bewertete. Er gewann den Contest. Im Anschluss wurde er von Warner Music unter Vertrag genommen.
2018 erschien seine erste Single Can’t Lie, eine R&B-Ballade. Es folgte die Single Moonlight, die es bei Spotify auf mehr als 102 Millionen Streams schaffte.
Mit seiner 2019 veröffentlichten Single It’s You gelang ihm erstmals der Einstieg in die internationalen Charts. Das Video zur Single wurde ein Viraler Hit.

## Musikstil
Ali Gatie versucht nach eigener Aussage, mit seiner Musik „die perfekte Mixtur zwischen Ed Sheeran und J. Cole“ zu erschaffen.

## Diskografie

### EPs
| Jahr | Titel Musiklabel             | Höchstplatzierung, Gesamtwochen, AuszeichnungChartplatzierungen (Jahr, Titel, Musiklabel, Platzierungen, Wochen, Auszeichnungen, Anmerkungen) | Höchstplatzierung, Gesamtwochen, AuszeichnungChartplatzierungen (Jahr, Titel, Musiklabel, Platzierungen, Wochen, Auszeichnungen, Anmerkungen) | Höchstplatzierung, Gesamtwochen, AuszeichnungChartplatzierungen (Jahr, Titel, Musiklabel, Platzierungen, Wochen, Auszeichnungen, Anmerkungen) | Höchstplatzierung, Gesamtwochen, AuszeichnungChartplatzierungen (Jahr, Titel, Musiklabel, Platzierungen, Wochen, Auszeichnungen, Anmerkungen) | Höchstplatzierung, Gesamtwochen, AuszeichnungChartplatzierungen (Jahr, Titel, Musiklabel, Platzierungen, Wochen, Auszeichnungen, Anmerkungen) | Höchstplatzierung, Gesamtwochen, AuszeichnungChartplatzierungen (Jahr, Titel, Musiklabel, Platzierungen, Wochen, Auszeichnungen, Anmerkungen) | Anmerkungen                            |
| Jahr | Titel Musiklabel             | DE | AT | CH | UK | US | CA | Anmerkungen                            |
| ---- | ---------------------------- | --- | --- | --- | --- | --- | --- | -------------------------------------- |
| 2019 | You Lisn, Warner             | — | — | — | — | US123 (1 Wo.)US | CA32 (9 Wo.)CA | Erstveröffentlichung: 8. November 2019 |
| 2021 | The Idea of Her Lisn, Warner | — | — | — | — | — | CA59 (1 Wo.)CA | Erstveröffentlichung: 26. März 2021    |

### Singles
| Jahr | Titel Album                                        | Höchstplatzierung, Gesamtwochen, AuszeichnungChartplatzierungen (Jahr, Titel, Album, Platzierungen, Wochen, Auszeichnungen, Anmerkungen) | Höchstplatzierung, Gesamtwochen, AuszeichnungChartplatzierungen (Jahr, Titel, Album, Platzierungen, Wochen, Auszeichnungen, Anmerkungen) | Höchstplatzierung, Gesamtwochen, AuszeichnungChartplatzierungen (Jahr, Titel, Album, Platzierungen, Wochen, Auszeichnungen, Anmerkungen) | Höchstplatzierung, Gesamtwochen, AuszeichnungChartplatzierungen (Jahr, Titel, Album, Platzierungen, Wochen, Auszeichnungen, Anmerkungen) | Höchstplatzierung, Gesamtwochen, AuszeichnungChartplatzierungen (Jahr, Titel, Album, Platzierungen, Wochen, Auszeichnungen, Anmerkungen) | Höchstplatzierung, Gesamtwochen, AuszeichnungChartplatzierungen (Jahr, Titel, Album, Platzierungen, Wochen, Auszeichnungen, Anmerkungen) | Anmerkungen                                                 |
| Jahr | Titel Album                                        | DE | AT | CH | UK | US | CA | Anmerkungen                                                 |
| ---- | -------------------------------------------------- | --- | --- | --- | --- | --- | --- | ----------------------------------------------------------- |
| 2019 | It’s You You                                       | DE72 (8 Wo.)DE | AT— GoldAT | CH21 Platin · (29 Wo.)CH | UK45 Gold · (11 Wo.)UK | US70 ×3Dreifachplatin · (15 Wo.)US | CA25 ×5Fünffachplatin · (26 Wo.)CA | Erstveröffentlichung: 14. Juni 2019 Verkäufe: + 4.600.000   |
| 2020 | What If I Told You That I Love You The Idea of Her | DE8 Gold · (14 Wo.)DE | AT8 Gold · (11 Wo.)AT | CH4 Gold · (15 Wo.)CH | UK57 Silber · (10 Wo.)UK | US95 Platin · (1 Wo.)US | CA34 ×2Doppelplatin · (20 Wo.)CA | Erstveröffentlichung: 24. Januar 2020 Verkäufe: + 1.645.000 |
| 2020 | Running on My Mind The Idea of Her                 | DE89 (3 Wo.)DE | — | CH47 (3 Wo.)CH | — | — | CA92 (1 Wo.)CA | Erstveröffentlichung: 29. Mai 2020                          |
| 2020 | Welcome Back –                                     | — | — | — | — | — | CA84 (1 Wo.)CA | Erstveröffentlichung: 18. September 2020 feat. Alessia Cara |
| 2020 | Lie To Me The Idea of Her                          | — | — | — | — | — | CA76 Gold · (1 Wo.)CA | Erstveröffentlichung: 4. Oktober 2020 feat. Tate McRae      |
| 2022 | Can’t Let You Go The Idea of Her                   | — | — | — | — | — | CA91 (1 Wo.)CA | Erstveröffentlichung: 12. März 2021                         |

Weitere Singles
- 2017: Only One
- 2017: Why
- 2017: Make You Mine
- 2017: Baby You Know
- 2017: Losing You
- 2018: My Wave (mit Gabodee)
- 2018: Can’t Lie (US: Gold, CA: Gold)
- 2018: Shady
- 2018: Without You
- 2018: Lies
- 2018: Girls (mit Kevin Rolly)
- 2019: Moonlight (US: Gold, CA: Platin)
- 2019: Remedy
- 2019: Used to You
- 2019: Say to You
- 2021: Butterflies (mit Max, US: Gold, CA: Gold)

### Gastbeiträge
| Jahr | Titel Album     | Höchstplatzierung, Gesamtwochen, AuszeichnungChartplatzierungen (Jahr, Titel, Album, Platzierungen, Wochen, Auszeichnungen, Anmerkungen) | Höchstplatzierung, Gesamtwochen, AuszeichnungChartplatzierungen (Jahr, Titel, Album, Platzierungen, Wochen, Auszeichnungen, Anmerkungen) | Höchstplatzierung, Gesamtwochen, AuszeichnungChartplatzierungen (Jahr, Titel, Album, Platzierungen, Wochen, Auszeichnungen, Anmerkungen) | Höchstplatzierung, Gesamtwochen, AuszeichnungChartplatzierungen (Jahr, Titel, Album, Platzierungen, Wochen, Auszeichnungen, Anmerkungen) | Höchstplatzierung, Gesamtwochen, AuszeichnungChartplatzierungen (Jahr, Titel, Album, Platzierungen, Wochen, Auszeichnungen, Anmerkungen) | Höchstplatzierung, Gesamtwochen, AuszeichnungChartplatzierungen (Jahr, Titel, Album, Platzierungen, Wochen, Auszeichnungen, Anmerkungen) | Anmerkungen                                                                       |
| Jahr | Titel Album     | DE | AT | CH | UK | US | CA | Anmerkungen                                                                       |
| ---- | --------------- | --- | --- | --- | --- | --- | --- | --------------------------------------------------------------------------------- |
| 2021 | Turning Me Up – | — | — | — | — | — | CA47 (20 Wo.)CA | Erstveröffentlichung: 13. April 2021 Issam Alnajjar & Loud Luxury feat. Ali Gatie |

Weitere Gastbeiträge
- 2019: Workin’ (Ali Aziz feat. Ali Gatie)

## Auszeichnungen für Musikverkäufe
| Goldene Schallplatte - Australien - 2020: für die Single What If I Told You That I Love You - Dänemark - 2020: für die Single What If I Told You That I Love You - Frankreich - 2021: für die Single It’s You - Italien - 2021: für die Single It’s You - Polen - 2021: für die Single It’s You - Portugal - 2020: für die Single What If I Told You That I Love You - Spanien - 2024: für die Single It’s You | Platin-Schallplatte - Brasilien - 2021: für die Single What If I Told You That I Love You - Dänemark - 2022: für die Single It’s You 2× Platin-Schallplatte - Australien - 2020: für die Single It’s You - Portugal - 2020: für die Single It’s You 3× Platin-Schallplatte - Neuseeland - 2023: für die Single It’s You Diamantene Schallplatte - Brasilien - 2020: für die Single It’s You |

Anmerkung: Auszeichnungen in Ländern aus den Charttabellen bzw. Chartboxen sind in ebendiesen zu finden.
| Land/RegionAuszeichnungen für Musikverkäufe (Land/Region, Auszeichnungen, Verkäufe, Quellen) | Silber  | Gold       | Platin       | Diamant  | Verkäufe  | Quellen             |
| -------------------------------------------------------------------------------------------- | ------- | ---------- | ------------ | -------- | --------- | ------------------- |
| Australien (ARIA)                                                                            | —       | Gold1      | 2× Platin2   | —        | 175.000   | aria.com.au         |
| Brasilien (PMB)                                                                              | —       | —          | Platin1      | Diamant1 | 200.000   | pro-musicabr.org.br |
| Dänemark (IFPI)                                                                              | —       | Gold1      | Platin1      | —        | 135.000   | ifpi.dk             |
| Deutschland (BVMI)                                                                           | —       | Gold1      | —            | —        | 200.000   | musikindustrie.de   |
| Frankreich (SNEP)                                                                            | —       | Gold1      | —            | —        | 100.000   | snepmusique.com     |
| Italien (FIMI)                                                                               | —       | Gold1      | —            | —        | 35.000    | fimi.it             |
| Kanada (MC)                                                                                  | —       | 3× Gold3   | 8× Platin8   | —        | 760.000   | musiccanada.com     |
| Neuseeland (RMNZ)                                                                            | —       | —          | 3× Platin3   | —        | 90.000    | radioscope.co.nz    |
| Österreich (IFPI)                                                                            | —       | 2× Gold2   | —            | —        | 30.000    | ifpi.at             |
| Polen (ZPAV)                                                                                 | —       | Gold1      | —            | —        | 25.000    | olis.pl             |
| Portugal (AFP)                                                                               | —       | Gold1      | 2× Platin2   | —        | 25.000    | Einzelnachweise     |
| Schweiz (IFPI)                                                                               | —       | Gold1      | Platin1      | —        | 30.000    | hitparade.ch        |
| Spanien (Promusicae)                                                                         | —       | Gold1      | —            | —        | 30.000    | elportaldemusica.es |
| Vereinigte Staaten (RIAA)                                                                    | —       | 3× Gold3   | 4× Platin4   | —        | 5.500.000 | riaa.com            |
| Vereinigtes Königreich (BPI)                                                                 | Silber1 | Gold1      | —            | —        | 600.000   | bpi.co.uk           |
| Insgesamt                                                                                    | Silber1 | 18× Gold18 | 22× Platin22 | Diamant1 |           |                     |